# 青岛第四中学
36°04′41″N 120°19′20″E / 36.07806°N 120.32222°E

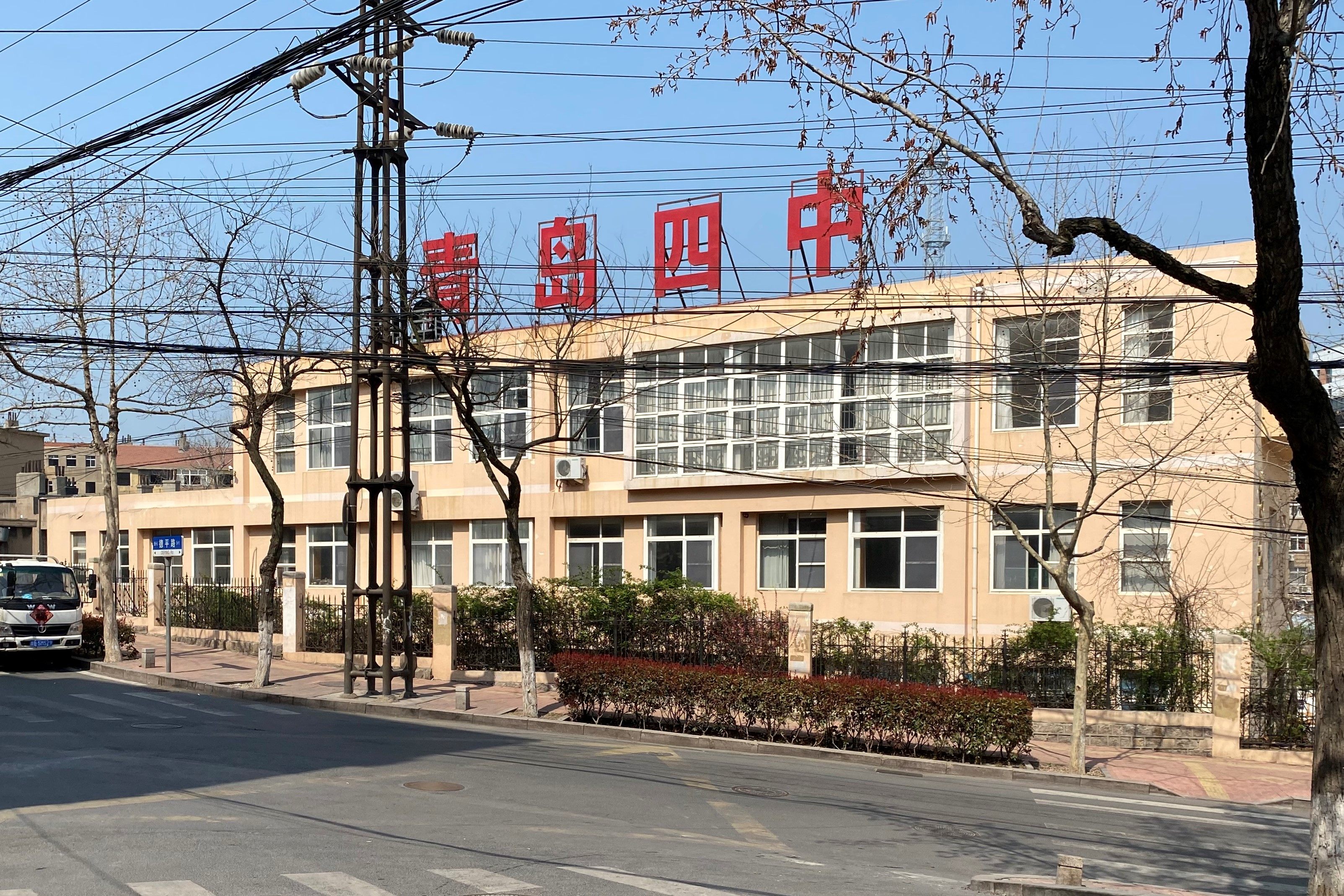
青岛四中校舍，2022年4月

山东省青岛第四中学是位于中国山东省青岛市市北区德平路5号的一所初级中学，前身为1947年创立的莱阳流亡中学，1949年停办重建为青岛四中，2021年与青岛二十八中合并为青岛大学市北附属中学。

## 校史
解放战争期间，山东省内一些原国统区学校在该地解放前后迁往青岛成为流亡中学。莱阳、平度、日照、高密、诸城五县流亡中学经国民党山东省政府协调合并为鲁东联立临时中学。鲁东联立临时中学第一分校（或称莱阳中学、莱阳流亡中学）设立于1947年（也有说法称1946年已有该校），位于馆陶路8号院内二层仓库楼（原属捷成洋行，后为青岛学院校址），有教职员66人，学生1417人。当时各流亡中学经费缺乏，教师工资拖欠，学生生活费用无来源，曾数次集会要求南京国民政府给予救济。后来山东省政府决定陆续停办各县办流亡中学，由省政府办学收容流亡学生，其余学生参加干训班，并发动学生加入青年军。1949年，莱阳中学有高中班2个，学生87人，教员10人，初中班4个，学生159人，教员4人，学校职员11人，总计学生246人，教职员25人。
1949年6月青岛解放后，莱阳中学由青岛市人民政府接管，同年9月改设青岛第四中学。1951年，在德平路增设青岛四中分校。1952年9月，馆陶路青岛四中本部与私立明德中学合并为青岛第十中学，德平路青岛四中分校为青岛四中。1990年代末，四中高中部撤销。2002年底，该校有学生1296人，教职工115人。该校拥有山东省规范化学校、山东省体育传统项目学校、山东省双语教育研究实验基地、山东省绿色学校等称号，是青岛大学教学研究实验基地。2019年9月21日，青岛四中庆祝七十周年校庆。2021年4月11日，青岛四中与青岛二十八中合并为青岛大学市北附属中学，原青岛四中校址改为德平路校区。

## 校舍

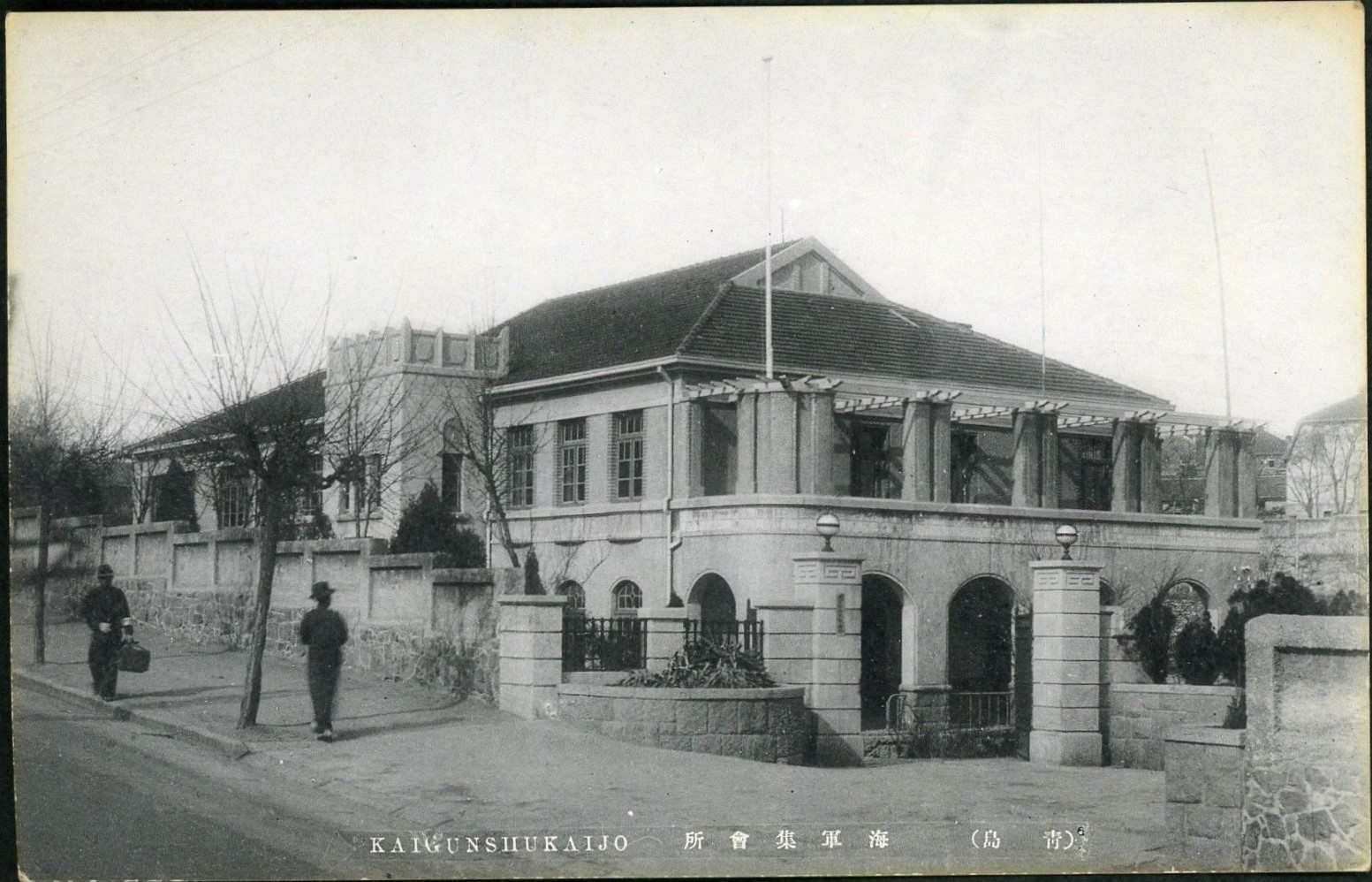
日本海军集会所旧明信片

德平路5号青岛四中校舍，最初为建于1932年的日本海军集会所（又称日本海军下士官兵集会所，一说“日本在乡军人俱乐部”）。1946年7月，国立山东大学从驻青美军接收此处房产，将德平路日本海军集会所旧址与武定路青岛第一日本寻常高等小学校旧址南半部分合称山东大学第三院（德平路5号称为“前期大楼”），作为山东大学医学院与先修班校址。1949年青岛解放后，山东大学医学院、先修班迁出此处。1951年此处始由青岛四中使用，作为办公楼。该楼1990年代末拆除。
除日本海军集会所旧址外，该校曾于1960年代、1990年代陆续新建教学楼。2000年代，该校校舍占地面积约1.32万平方米，建筑面积9765平方米。2016年，该校有“润德楼”、“博慧楼”、“科技楼”及当年投入使用的“求知楼”四座教学楼。